# Puchar Polski w piłce siatkowej kobiet (2005/2006)
Puchar Polski w piłce siatkowej kobiet 2005/2006 – 49. sezon rozgrywek o siatkarski Puchar Polski odbywający się od 1932 roku.

## System rozgrywek
Rozgrywki składały się z rundy wstępnej, w której wystąpiły zespoły z II i III lig. Zwycięzcy grali w 1. rundzie z zespołami z I ligi, w następnej rundzie dołączyły drużyny z PLS. Gospodarzem jest drużyna, która zajęła niższą pozycję w klasyfikacji końcowej lub z niższej ligi. Zwycięzcy awansowali do fazy grupowej, w której były 4 grupy po 3 zespoły. Najlepsze drużyny z każdej grupy walczyły w turnieju finałowym. ćwierćfinałów i turnieju finałowego.

## Rozgrywki

### 1. runda
| Data       | Drużyna 1                | Wynik | Drużyna 2             | Sety                       |
| ---------- | ------------------------ | ----- | --------------------- | -------------------------- |
| 28.09.2005 | MOSiR Mysłowice          | 0:3   | Wisła Kraków          | 26:28, 12:25, 26:28        |
| 28.09.2005 | BKS Szóstka Biłgoraj     | 0:3   | Energa Gedania Gdańsk | 16:25, 14:25, 11:25        |
| 28.09.2005 | Skra Bełchatów           |       | wolny los             |                            |
| 28.09.2005 | Start Łódź               |       | wolny los             |                            |
| 28.09.2005 | UKS Dwójka Stęszew       | 0:3   | Polonia Świdnica      | 13:25, 20:25, 11:25        |
| 28.09.2005 | Orzeł Kozy               | 0:3   | Sokół Chorzów         | 12:25, 16:25, 16:25        |
| 28.09.2005 | Politechnika Częstochowa |       | wolny los             |                            |
| 28.09.2005 | Pałac II Bydgoszcz       |       | wolny los             |                            |
| 28.09.2005 | ŁKS Łódź                 |       | wolny los             |                            |
| 28.09.2005 | TPS Rumia                |       | wolny los             |                            |
| 28.09.2005 | AZS AWF II Poznań        | 0:3   | UMKS Łańcut           | 12:25, 16:25, 16:25        |
| 28.09.2005 | Tomasovia Tomaszów Lub.  | 0:3   | MMKS Dąbrowa Górnicza | 14:25, 20:25, 17:25        |
| 28.09.2005 | Energa Gedania II Gdańsk | 3:1   | Legionovia Legionowo  | 14:25, 25:17, 25:23, 25:23 |
| 28.09.2005 | MKS Andrychów            | 1:3   | AZS Ostrowiec Św.     | 18:25, 17:25, 25:23, 22:25 |

### 2. runda
| Data       | Drużyna 1                | Wynik | Drużyna 2             | Sety                              |
| ---------- | ------------------------ | ----- | --------------------- | --------------------------------- |
| 12.10.2005 | Wisła Kraków             | 0:3   | Centrostal Bydgoszcz  | 18:25, 22:25, 13:25               |
| 12.10.2005 | Skra Bełchatów           | 2:3   | Energa Gedania Gdańsk | 25:20, 25:17, 18:25, 19:25, 8:15  |
| 12.10.2005 | Start Łódź               | 0:3   | AZS AWF Poznań        | 19:25, 9:25, 17:25                |
| 12.10.2005 | Polonia Świdnica         | 0:3   | Stal Bielsko-Biała    | 21:25, 12:25, 8:25                |
| 12.10.2005 | Sokół Chorzów            | 0:3   | Gwardia Wrocław       | 20:25, 22:25, 18:25               |
| 12.10.2005 | Politechnika Częstochowa | 0:3   | Dalin Myślenice       | 12:25, 17:25, 21:25               |
| 12.10.2005 | Pałac II Bydgoszcz       | 0:3   | Grześki Kalisz        | 19:25, 14:25, 11:25               |
| 12.10.2005 | ŁKS Łódź                 | 2:3   | Piast Szczecin        | 25:22, 17:25, 26:24, 13:25, 10:15 |
| 12.10.2005 | TPS Rumia                | 0:3   | Muszynianka Muszyna   |                                   |
| 12.10.2005 | UMKS Łańcut              | 0:3   | Nafta-Gaz Piła        | 15:25, 13:25, 12:25               |
| 12.10.2005 | Energa Gedania II Gdańsk | 0:3   | MMKS Dąbrowa Górnicza | 21:25, 16:25, 21:25               |
| 12.10.2005 | AZS Ostrowiec Św.        | 2:3   | Stal Mielec           | 29:27, 25:27, 23:25, 25:23, 6:15  |

### Faza grupowa

#### I grupa
Wyniki
| Data       | Drużyna 1             | Wynik | Drużyna 2             | Sety                              |
| ---------- | --------------------- | ----- | --------------------- | --------------------------------- |
| 07.02.2006 | Centrostal Bydgoszcz  | 3:1   | Energa Gedania Gdańsk | 25:20, 16:25, 30:28, 25:10        |
| 08.02.2006 | Centrostal Bydgoszcz  | 3:2   | AZS AWF Poznań        | 25:15, 25:23, 20:25, 24:26, 15:11 |
|            |                       |       |                       |                                   |
| 21.02.2006 | Energa Gedania Gdańsk | 0:3   | Centrostal Bydgoszcz  | 15:25, 23:25, 23:25               |
| 22.02.2006 | Energa Gedania Gdańsk | 2:3   | AZS AWF Poznań        | 19:25, 25:22, 25:23, 21:25, 13:15 |
|            |                       |       |                       |                                   |
| 05.03.2006 | AZS AWF Poznań        | 1:3   | Centrostal Bydgoszcz  | 16:25, 25:19, 12:25, 21:25        |
| 08.03.2006 | AZS AWF Poznań        | 3:0   | Energa Gedania Gdańsk | 25:14, 25:20, 25:23               |

Tabela
| Lp. | Drużyna                         | Pkt | Mecze | Mecze | Mecze | Sety | Sety | Sety  |
| Lp. | Drużyna                         | Pkt | M     | W     | P     | wyg. | prz. | ratio |
| --- | ------------------------------- | --- | ----- | ----- | ----- | ---- | ---- | ----- |
| 1   | Centrostal Focus Park Bydgoszcz | 8   | 4     | 4     | 0     | 12   | 4    | 3.000 |
| 2   | AZS AWF Poznań                  | 6   | 4     | 2     | 2     | 9    | 8    | 1.125 |
| 3   | Energa Gedania Gdańsk           | 4   | 4     | 0     | 4     | 3    | 12   | 0.250 |

#### II grupa
Wyniki
| Data       | Drużyna 1          | Wynik | Drużyna 2          | Sety                       |
| ---------- | ------------------ | ----- | ------------------ | -------------------------- |
| 07.02.2006 | Stal Bielsko-Biała | 3:0   | Gwardia Wrocław    | 25:17, 25:23, 25:13        |
| 08.02.2006 | Stal Bielsko-Biała | 3:1   | Dalin Myślenice    | 25:22, 20:25, 25:21, 25:16 |
|            |                    |       |                    |                            |
| 21.02.2006 | Gwardia Wrocław    | 0:3   | Stal Bielsko-Biała | 28:30, 17:25, 15:25        |
| 22.02.2006 | Gwardia Wrocław    | 1:3   | Dalin Myślenice    | 25:21, 20:25, 22:25, 21:25 |
|            |                    |       |                    |                            |
| 07.03.2006 | Dalin Myślenice    | 3:1   | Stal Bielsko-Biała | 25:15, 32:34, 26:24, 25:17 |
| 08.03.2006 | Dalin Myślenice    | 3:0   | Gwardia Wrocław    | 25:15, 25:20, 25:19        |

Tabela
| Lp. | Drużyna                  | Pkt | Mecze | Mecze | Mecze | Sety | Sety | Sety  |
| Lp. | Drużyna                  | Pkt | M     | W     | P     | wyg. | prz. | ratio |
| --- | ------------------------ | --- | ----- | ----- | ----- | ---- | ---- | ----- |
| 1   | BKS Stal Bielsko-Biała   | 7   | 4     | 3     | 1     | 10   | 4    | 2.500 |
| 2   | KS Dalin-Equus Myślenice | 7   | 4     | 3     | 1     | 10   | 5    | 2.000 |
| 3   | ZEC SV Gwardia Wrocław   | 4   | 4     | 0     | 4     | 1    | 12   | 0.083 |

#### III grupa
Wyniki
| Data       | Drużyna 1           | Wynik | Drużyna 2           | Sety                              |
| ---------- | ------------------- | ----- | ------------------- | --------------------------------- |
| 07.02.2006 | Grześki Kalisz      | 3:0   | Piast Szczecin      | 25:13, 25:8, 25:19                |
| 08.02.2006 | Grześki Kalisz      | 3:0   | Muszynianka Muszyna | 25:19, 25:18, 25:17               |
|            |                     |       |                     |                                   |
| 21.02.2006 | Piast Szczecin      | 0:3   | Grześki Kalisz      | 18:25, 17:25, 23:25               |
| 26.02.2006 | Piast Szczecin      | 0:3   | Muszynianka Muszyna | 11:25, 15:25, 17:25               |
|            |                     |       |                     |                                   |
| 05.03.2006 | Muszynianka Muszyna | 3:0   | Piast Szczecin      | 25:16, 25:20, 25:22               |
| 07.03.2006 | Muszynianka Muszyna | 2:3   | Grześki Kalisz      | 21:25, 19:25, 25:22, 25:10, 15:12 |

Tabela
| Lp. | Drużyna                       | Pkt | Mecze | Mecze | Mecze | Sety | Sety | Sety  |
| Lp. | Drużyna                       | Pkt | M     | W     | P     | wyg. | prz. | ratio |
| --- | ----------------------------- | --- | ----- | ----- | ----- | ---- | ---- | ----- |
| 1   | Grześki Kalisz                | 8   | 4     | 4     | 0     | 12   | 2    | 6.000 |
| 2   | MKS Muszynianka-Fakro Muszyna | 6   | 4     | 2     | 2     | 8    | 6    | 1.333 |
| 3   | KS Piast Szczecin             | 4   | 4     | 0     | 4     | 0    | 12   | 0.000 |

#### IV grupa
Wyniki
| Data       | Drużyna 1      | Wynik | Drużyna 2      | Sety                |
| ---------- | -------------- | ----- | -------------- | ------------------- |
| 15.01.2006 | Nafta-Gaz Piła | 3:0   | Stal Mielec    | 25:21, 25:14, 25:21 |
| 19.03.2006 | Stal Mielec    | 0:3   | Nafta-Gaz Piła | 14:25, 23:25, 21:25 |

Tabela
| Lp. | Drużyna             | Pkt | Mecze | Mecze | Mecze | Sety | Sety | Sety  |
| Lp. | Drużyna             | Pkt | M     | W     | P     | wyg. | prz. | ratio |
| --- | ------------------- | --- | ----- | ----- | ----- | ---- | ---- | ----- |
| 1   | PTPS Nafta-Gaz Piła | 4   | 2     | 2     | 0     | 6    | 0    | MAX   |
| 2   | KPSK Stal Mielec    | 2   | 2     | 0     | 2     | 0    | 6    | 0.000 |

### Półfinał
| Data       | Drużyna 1            | Wynik | Drużyna 2              | Sety                |
| ---------- | -------------------- | ----- | ---------------------- | ------------------- |
| 25.03.2006 | Centrostal Bydgoszcz | 0:3   | BKS Stal Bielsko-Biała | 22:25, 18:25, 25:27 |
| 25.03.2006 | Grześki Kalisz       | 0:3   | Nafta-Gaz Piła         | 20:25, 21:25, 17:25 |

### Finał
| Data       | Drużyna 1              | Wynik | Drużyna 2      | Sety                |
| ---------- | ---------------------- | ----- | -------------- | ------------------- |
| 26.03.2006 | BKS Stal Bielsko-Biała | 3:0   | Nafta-Gaz Piła | 25:23, 25:21, 25:18 |